# Borsbergstraße
Die Borsbergstraße ist eine Straße im Dresdner Stadtteil Striesen. Sie gilt als Einkaufsstraße des Stadtteils und ist Bestandteil der Verkehrsachse Pillnitzer Straße/Striesener Straße/Borsbergstraße/Schandauer Straße/Wehlener Straße, die vom Rand der Altstadt östlich bis nach Tolkewitz führt. Benannt ist die Straße nach dem Borsberg, einem Berg unweit des Dresdner Ortsteils Borsberg.

## Geschichte
Einst führte von der Residenz zur Pillnitzer Fähre die alte Pillnitzer Chaussee, die „Straße J“ genannt wurde. Später wurde diese Teil der Borsbergstraße und fand ihre Fortsetzung in der Schandauer Straße. Als 1874 in der Johannstadt ein neues Wohnviertel entstand, ließen sich eine Brauerei, Gärtnereien, die Ziegelei Friedrich und eine Chemische Fabrik an der Straße nieder. Um 1900 begann die großflächige Bebauung der Borsbergstraße mit Mietvillen und geschlossenen Wohnblocks.
Im Jahr 1884 wurde die Straße J ausgebaut und Straßenbahngleise verlegt. Die Straße wurde auf mehr als 22 Meter verbreitert und bepflastert. Im August des Jahres 1903 wurde die inzwischen nach dem Borsberg benannte Straße weiter ausgebaut und mit Grünsteinen zweiter Kategorie bepflastert. Am 22. August des Jahres 1904 wurde die Straße für den Verkehr freigegeben. Die Baukosten beliefen sich damals auf 107.000 Mark. Im Jahr 1905 erfolgte die Weihe der katholischen Herz-Jesu-Kirche auf der Borsbergstraße 15.
Am 13. Februar 1945 wurde die Borsbergstraße bei den Luftangriffen auf Dresden teilweise zerstört. Erhalten blieb ein Straßenabschnitt mit villenartiger Bebauung und ein Teil der Wohnblocks. Die neue Bebauung westlich davon entstand von 1955 bis 1958. Im Jahr 2013 wurde die Borsbergstraße grundlegend saniert. Dabei wurden die Fahrbahn, die Straßenbahngleise, Beleuchtung, Signalanlagen, Rad-/Gehwege und Haltestellen erneuert oder neu angelegt.

## Bebauung

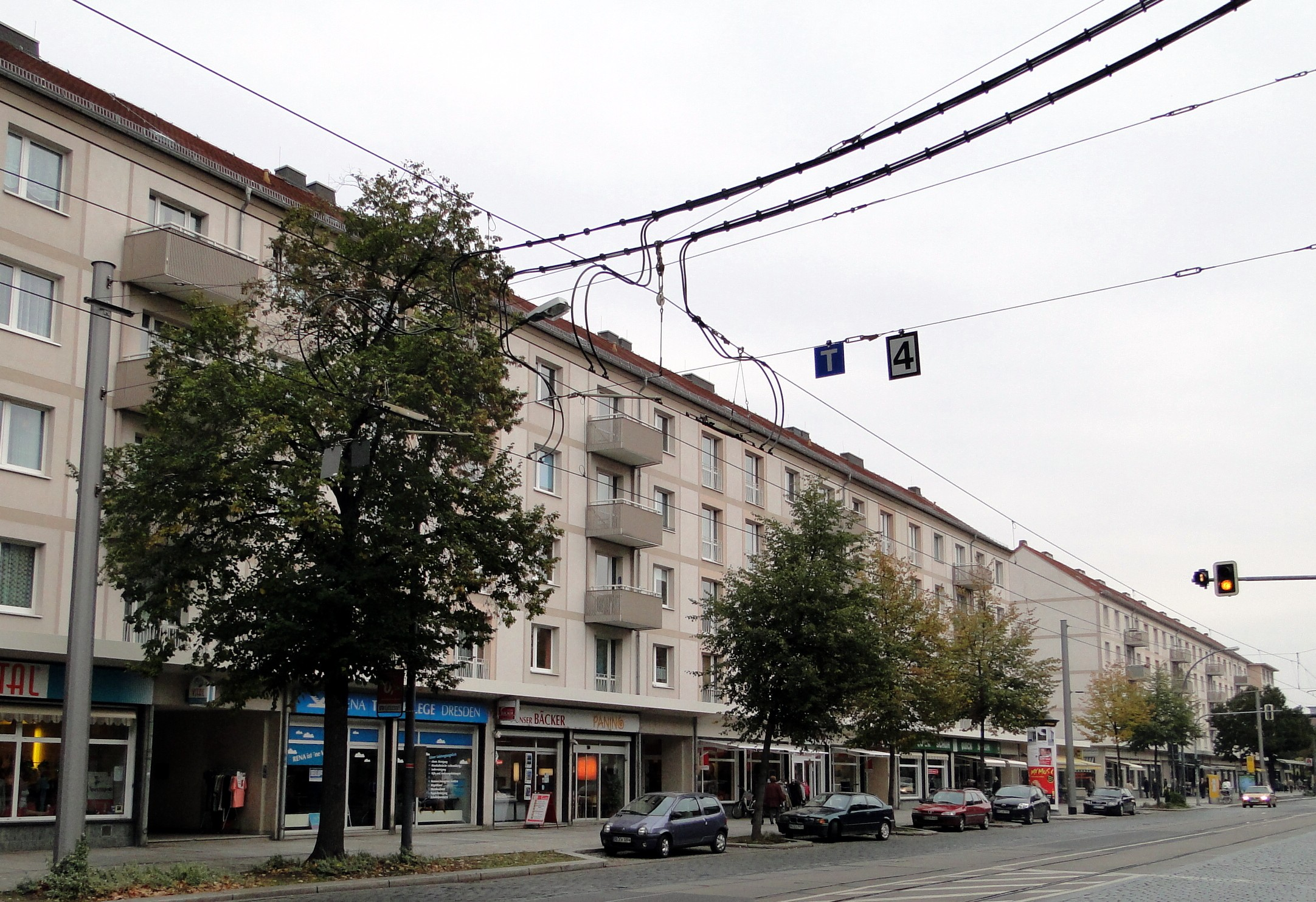
Blockbebauung der 1950er-Jahre

Die Bebauung der Borsbergstraße begann in der zweiten Hälfte des 19. Jahrhunderts. Von den frühen Bauten besteht heute nur noch ein teilerhaltenes Einzelgebäude des 1884 errichteten Pferdebahnhofs. Eine konzentriertere Bebauung der Borsbergstraße erfolgte schließlich um 1900, als zahlreiche Gebäude mit Jugendstilelementen entstanden. Während die westliche Bebauung villenartigen Charakter hatte und mit „Würfelhäusern“ typisch für die Bebauung des historischen Striesen ist, wurden die Gebäude ab der heutigen Borsbergstraße 19 in mehrgeschossiger geschlossener Bebauung realisiert. Während die Villen der Borsbergstraße 1–14 erhalten blieben, wurde der Großteil der Bauten in geschlossener Bauweise zerstört. Heute erinnert hier nur noch der Komplex Borsbergstraße 19–21 an die ursprüngliche Blockbebauung. Ein weiteres Beispiel erhaltener Wohnblocks mit Elementen des Jugendstil lässt sich in der Krenkelstraße, einer Nebenstraße der Borsbergstraße, finden. Die an der Borsbergstraße 15 befindliche, katholische Herz-Jesu-Kirche überstand die Bombardierung Dresdens ohne große Schäden.
Die Bebauung der Borsbergstraße 16–32 und 23–33 begann, nachdem 1955 in der DDR die Entscheidung getroffen wurde, das Bauwesen zu industrialisieren. Auf der Borsbergstraße wurde in den Jahren 1955 bis 1958 „erstmals in Dresden eine Großblockbauweise unter Verwendung von Ziegelschutt mit typisierten Elementen angewandt“. Auf die vorhandene historische Bebauung wurde dabei Rücksicht genommen, so wurden die Baufluchten und die Höhe des Dachfirstes von der bereits vorgegebenen Bebauung übernommen, sodass die Neubebauung heute als „glückliche Synthese zwischen Alt und Neu“ bezeichnet wird. Die Neubebauung der Borsbergstraße ab 1955 gilt als „gutes Beispiel für den Anfang der Industrialisierung des Bauwesens in der damaligen DDR“.
Sowohl die Mietvillen als auch die Wiederbebauung aus den 1950er-Jahren stehen unter Denkmalschutz. Dies trifft nicht auf Bauten der Borsbergstraße 34 bis 48 zu, unter denen sich zum Beispiel ein Supermarkt befindet.
Die Borsbergstraße war als Open-Air-Mall konzipiert.

### Borsbergstraße 1–21 und 2–14

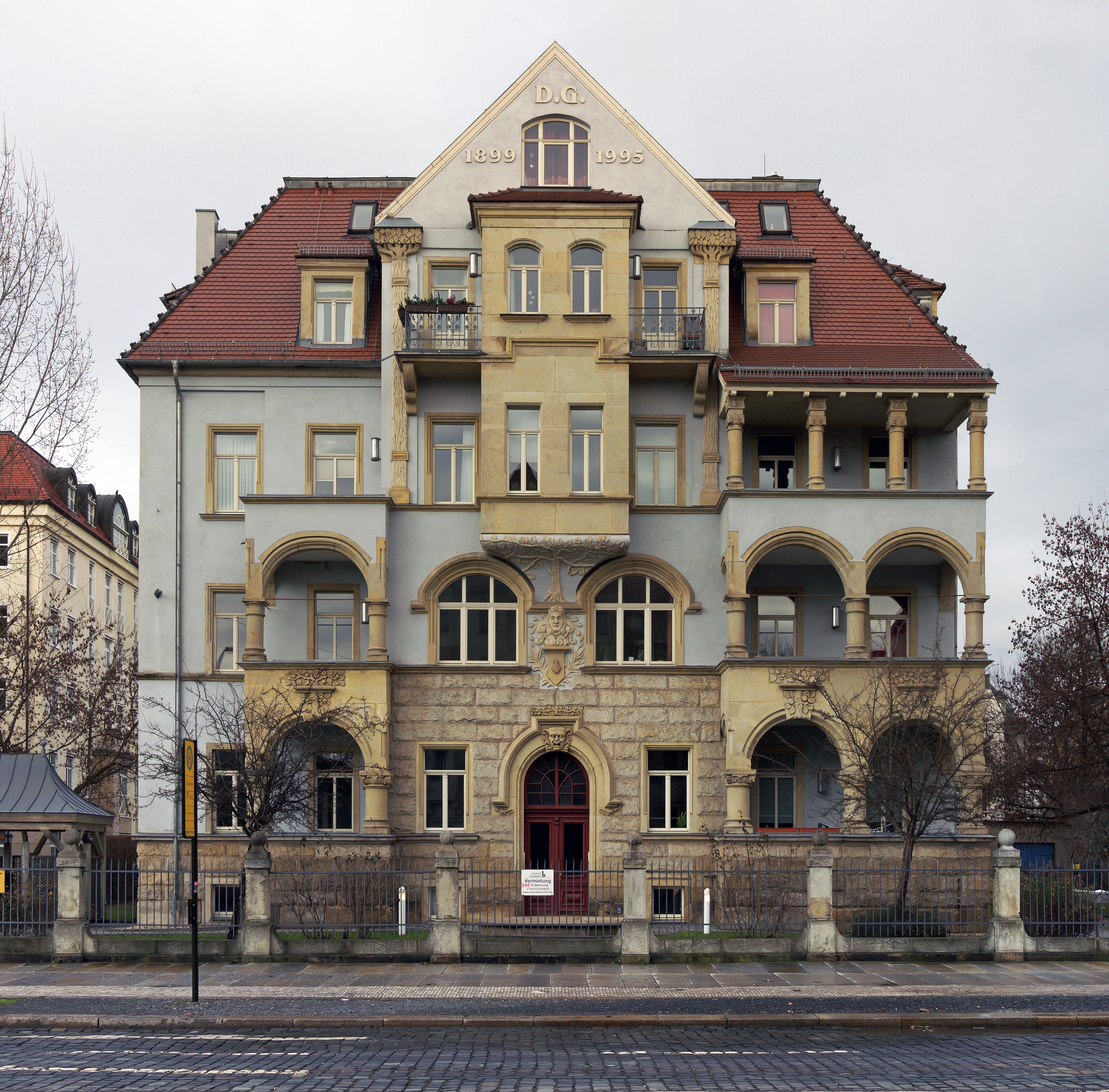
Mietvilla Borsbergstraße 1

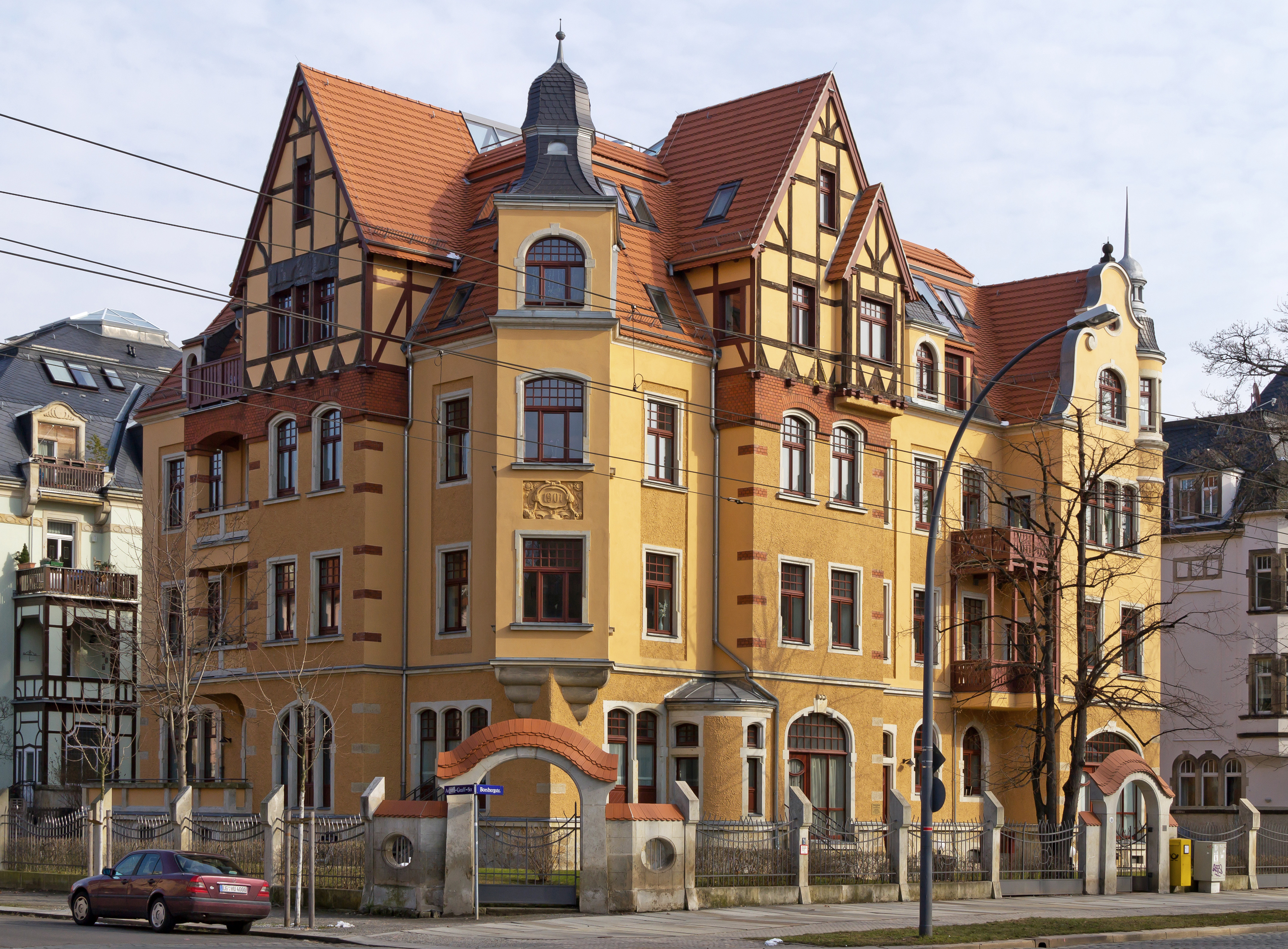
Mietvilla Borsbergstraße 11

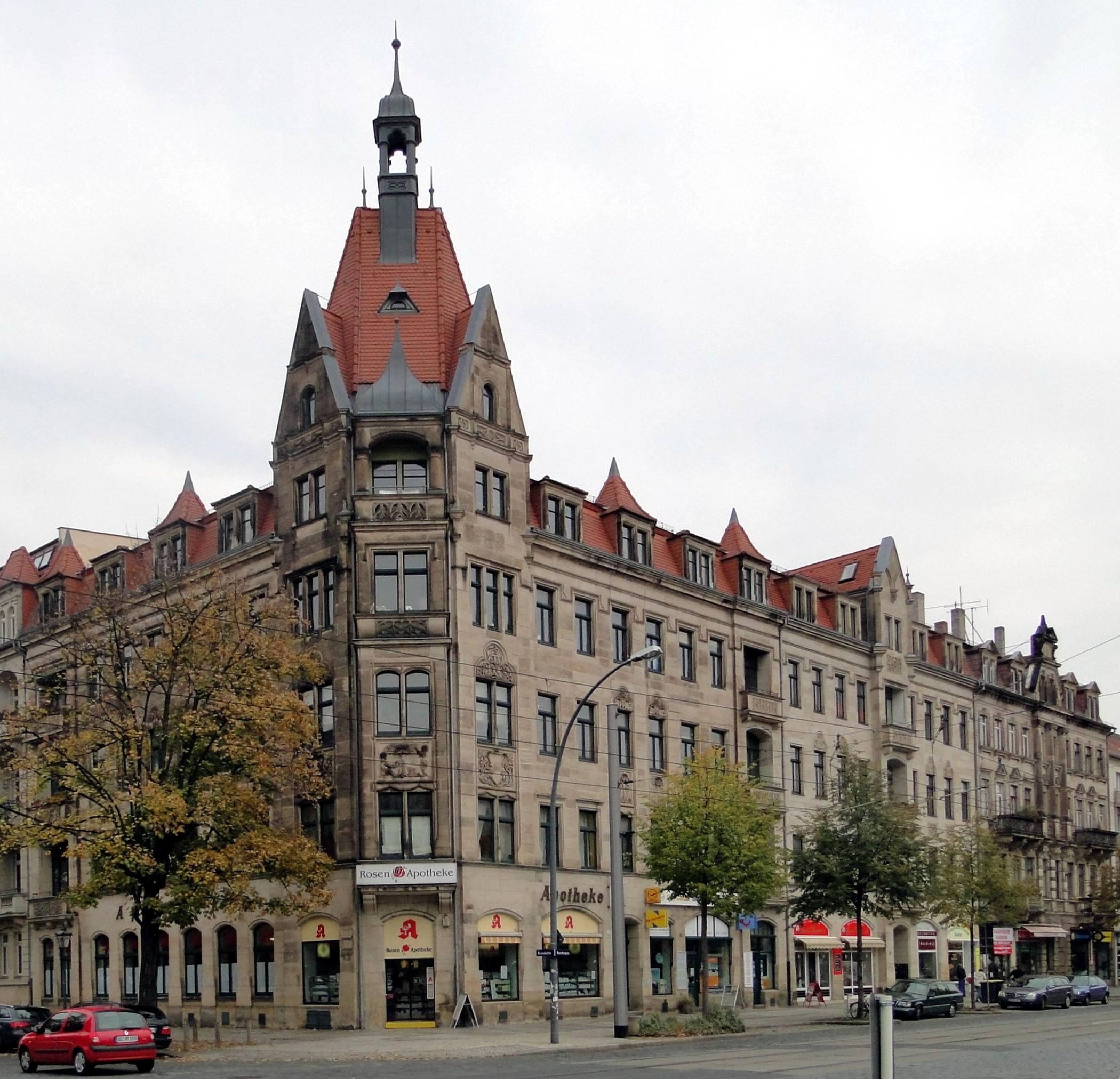
Borsbergstraße 19 bis 21

Die Mietvilla Borsbergstraße 1 wurde 1901 im Übergangsstil vom Späthistorismus zum Jugendstil erbaut. Die Fassade ist mit Sandstein gegliedert und weist unter anderem Reliefbilder, wie Masken und Baumdarstellungen auf. Das Haus wurde 1995 saniert. Im Jahr 1903 entstand die Doppelvilla Borsbergstraße 2/4, die spiegelverkehrt aufgebaut, aber in sich asymmetrisch ist. Eckerker und Fensterbekrönungen zeigen Jugendstil-typische Pflanzenmotive, die jedoch sparsam verwendet wurden.
Für Baumeister Hermann Otto Schurig wurde 1901 das dreigeschossige Haus auf der Borsbergstraße 7 errichtet. Das Eckhaus zur Anton-Graff-Straße zeichnet sich durch sein „[s]päthistoristisch-malerisches Äußeres“ aus und verbindet unter anderem Elemente des Jugendstils mit Anklängen an den Fachwerkbau. Im Inneren ornamental ausgeschmückt zeigt das Treppenhaus unter anderem ein Deckengemälde im Jugendstil mit sitzender Frau, Pfau und Mädchen. Die gegenüberliegende Mietvilla Borsbergstraße 11 entstand ebenfalls als Eckhaus zur Anton-Graff-Straße und wurde 1901 für den Bildhauer Ernst Becher errichtet. Der „[m]alerisch-vielgestaltige… Bau“ hat Ecktürmchen, Runderker, Holzbalkone und mit Klinkern gestaltete Fensterbekrönungen. Die Dachgiebel wurden sowohl geschwungen im Jugendstil, als auch in Fachwerk gestaltet. Bis zu ihrem Tod 1977 wohnte die für ihre Tierdarstellungen bekannte Bildhauerin Etha Richter im Gebäude.
In der ersten Etage der Mietvilla Borsbergstraße 14 praktizierte nach Ende des Ersten Weltkriegs der Mediziner Willy Katz, den sein Freund Victor Klemperer in seinen Tagebüchern erwähnt. Katz war Jude und praktizierte ab 1938 im Erdgeschoss des Hauses als einziger Arzt der Stadt, der jüdische Mitbürger behandeln durfte. Nach 1945 entstand hier die vermutlich erste Poliklinik der Stadt, die Katz bis zu seinem Tod 1947 leitete.
Die letzten erhaltenen Gebäude geschlossener Blockbebauung stellen die Wohn- und Geschäftshäuser Borsbergstraße 19, 19 b und 21 dar. Sie entstanden von 1899 bis 1900 und sind viergeschossig mit Ladenzeile und ausgebautem Mansarddach konzipiert. Der Eckbau Nummer 19 zur Krenkelstraße hat einen Erker mit seitlichen Giebeln und abschließendem Turmhelm. Die Eckfassade ist unter anderem mit einem Relief von apfelessenden Knaben mit Apfelbaum geschmückt. Haus 19 und 19 b weisen Elemente der Neugotik und des Jugendstil auf, während Haus Nummer 21 neobarocke Elemente zeigt, unter anderem Pilaster und Dreiecksgiebel als Fensterverdachung.

### Herz-Jesu-Kirche
Die katholische Herz-Jesu-Kirche wurde von 1903 bis 1905 nach Plänen von August Menken auf der Borsbergstraße 15 errichtet. Die Gemeinde hatte das Grundstück bereits 1900 erworben. Es entstand ein neogotisches Gebäude mit wenigen floralen Jugendstil-Elementen unter anderem im Portalbereich. An und in der Kirche befinden sich insgesamt 149 Tierdarstellungen. Die Kirche mit dem rund 70 Meter hohen Turm bietet Platz für 580 Gläubige. Bei der Bombardierung Dresdens diente die Kirche als Zufluchtsstätte für zahlreiche Anwohner der Gegend. Im Gegensatz zur unweit gelegenen Erlöserkirche wurde die Herz-Jesu-Kirche kaum beschädigt. Lediglich die Fenster gingen zu Bruch und wurden durch Glasfenster ersetzt, die Bruno Seener (1893–1952) entworfen hatte. Im heutigen Geläut befindet sich auch eine 1986 gegossene Glocke, die ursprünglich für den Französischen Dom in Berlin bestimmt war.

### Borsbergstraße 16–32 und 23–33

Achtgeschossiges Appartementhochhaus auf der Borsbergstraße 32

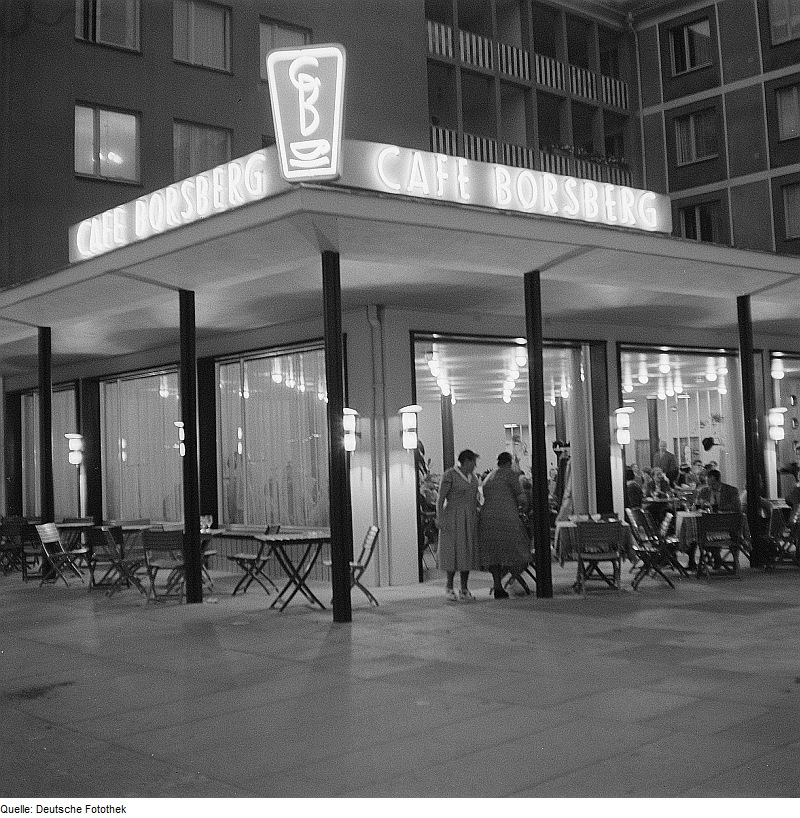
Café Borsberg

Die Wohn- und Geschäftshäuser Borsbergstraße 16–32 sowie 23–33 wurden von 1955 bis 1958 unter der städtebaulichen Leitung des Architekten Herbert Schneider und Kollektiv errichtet. Die Projektleitung hatten die Architekten Wolfgang Hänsch, Gottfried Kintzer und Gerd Dettmar inne. Der Bau dieser Gebäude stellte zugleich den „Beginn der Großblockweise“ in Dresden dar.
Die Bebauung besteht aus langen fünfgeschossigen Wohngebäuden mit Satteldächern. Die Fassaden der Gebäude sind mit farbigem Edelputz und Latexanstrich, einem geometrischen, farblich abgesetztem Muster und einer reliefartigen Paneelkonstruktion versehen worden. Farben waren Gelb und Blau, die dem Gebäudekomplex eine „eigene, heitere Note“ geben sollten. Dennoch wurde die Farbgebung der Baukörper und die Technologie der Bauweise kritisiert. Aufgrund ihres technischen Charakters wurden die Bauten sogar mit „kapitalistischer Architektur“ verglichen. Im Erdgeschoss der Wohngebäude befinden sich vorgestellte Läden.
Ein achtgeschossiges Appartementhochhaus mit Flachdach und dreieckig herausragenden Balkonen befindet sich an der Borsbergstraße 32 und wurde quer zu den fünfgeschossigen Wohngebäuden errichtet. Es bildet damit den optischen und räumlichen Abschluss des Wohnkomplexes Borsbergstraße und wirkt neben der Herz-Jesu-Kirche als bauliche Dominante der Straße. Das Appartementhaus wurde als „Wiederverwendungsprojekt“ zum Beispiel in der Dresdner Johannstadt an der Striesener Straße 2 (Ecke Hans-Grundig-Straße) reproduziert.
Sowohl am östlichen als auch am südwestlichen und nordwestlichen Teil des Wohnkomplexes Borsbergstraße „erweitert sich die Fußgängerzone durch das Zurücksetzen eines Häuserblockes“. Auf den so geschaffenen kleinen Plätzen entstanden Ruhezonen mit Bänken und Grünanlagen. Auf der Erweiterung im östlichen Teil schräg gegenüber der Herz-Jesu-Kirche wurde nach 2000 ein Wasserspiel installiert.
Die platzartige Erweiterung im nordwestlichen Bereich der Borsbergstraße wurde unter anderem vom 1959 eröffneten Café Borsberg für die Bestuhlung genutzt. Das Café befand sich in einem dem Gebäude Borsbergstraße 29 c bis 31 b vorgelagerten, eingeschossigen Gebäudeteil. Das Café Borsberg wurde zu einem beliebten Café in Striesen, schloss jedoch nach der Wende in den 1990er-Jahren. Heute befindet sich hier eine Drogerie und ein Eiscafé, das die Bezeichnung „Café Borsberg“ im Namen trägt. Auf der Freifläche vor dem Café befinden sich eine Plastik von Magdalene Kreßner, die zwei Balletttänzer zeigt, sowie verschiedene Gründflächen, wie eine wellig gestaltete Rasenfläche.

## Verkehr

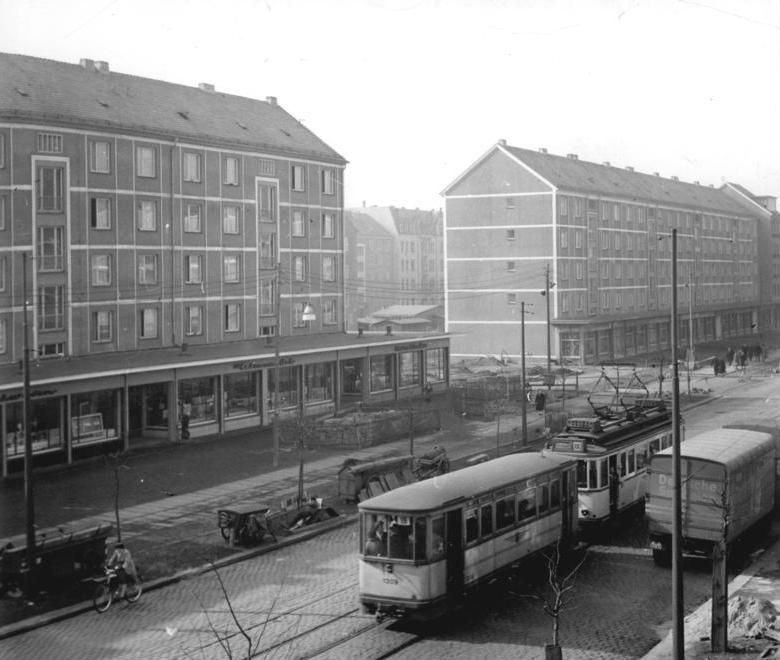
Die Linie 19 verkehrte bis 1969 auf der Borsbergstraße, hier ein Foto aus dem Jahr 1959

Die Borsbergstraße wurde zuerst ab 1873 von Pferdeomnibussen befahren. Die Gemeinde entschloss sich rund zehn Jahre später, die Verlängerung der 10. Pferdebahnlinie zur Borsbergstraße hin zu beantragen. Die Verlängerung der damals bis zum Fetscherplatz gehenden Linie bis zur heutigen Geisingstraße wurde beschlossen und die Gleise für die Bahn verlegt. Im Mai 1884 wurde die verlängerte 10. Linie der Pferdebahngesellschaft eingeweiht. Kurze Zeit später wurde an der Borsbergstraße, Ecke Spenerstraße, ein Pferdebahnhof erbaut und 1885 eingeweiht. Er bestand aus zwei Hallen, Nebengebäuden, Stallgebäuden und einer kleinen Schmiede und bot Platz für rund 100 Pferde. Im Zuge der Elektrifizierung und dem Legen der unterirdischen Stromversorgung für Straßenbahnwagen wurde der Pferdebahnhof um 1900 stillgelegt und in den folgenden Jahren teilweise abgetragen. Auf dem Areal des ehemaligen Pferdebahnhofs Striesen errichtete in den 1930er-Jahren Leonhard Kreß eine Werkstatt für Motorräder und Automobile. Während des Zweiten Weltkriegs brannten die Gebäude aus.
Im Jahr 1897 fuhr die erste elektrische Straßenbahn auf der Borsbergstraße, die ab 1899 ausschließlich von elektrischen Bahnen befahren wurde. Nach der Gründung der Dresdner Straßenbahn AG erhielten die einzelnen Bahnen Nummern; auf der Borsbergstraße fuhren nun die Straßenbahnen 19 und 23, letztere ab 1909 wie noch heute die Linie 10 mit Verbindung zum Dresdner Hauptbahnhof.
Im Jahr 1927 fuhr erstmals ein Bus auf der Borsbergstraße, was jedoch 1930 zunächst eingestellt wurde. In den 1940er-Jahren durchfuhren drei Bahnlinien und eine Buslinie die Borsbergstraße. Infolge der Bombardierung Dresdens im Februar 1945 kam der Bahnverkehr bis zum Kriegsende im Mai 1945 völlig zum Erliegen. Im Juni 1945 fuhr die Linie 19 über die Borsbergstraße, die jedoch bereits am Fetscherplatz endete. Später folgten die Linien 10 und 17. Die Linienreform im Jahr 1969 veränderten die Befahrung der Borsbergstraße. Sie wurde nun von den Linien 2 und 10 und nach einer weiteren Reform bis heute von den Linien 4 und 10 befahren. Seit den 1990er-Jahren befuhr zudem die Buslinie 83 der Dresdner Verkehrsbetriebe einen kurzen Abschnitt der Borsbergstraße, seit dem 28. November 2009 verkehrte dort die Linie 74 und auf dem Abschnitt zwischen Spenerstraße und Geisingstraße die Linie 63. Mit der Eröffnung der Waldschlößchenbrücke am 26. August 2013 erhielt die nun elbquerende 60er-Linie 64 unter anderem diesen Streckenabschnitt der gleichzeitig verkürzten Linie 74.